# ロシア保安省
ロシア保安省（ロシアほあんしょう、露：Миистерство безопасноти、略称：МБ）は、ボリス・エリツィンが設立したロシア・ソビエト連邦社会主義共和国連邦保安局（AFB）とソ連国家保安委員会（KGB）解体後の暫定機関である共和国間保安庁（MSB）を統合したロシア連邦の防諜、犯罪対策を行う治安機関。1992年1月から1993年12月まで存在。ロシア連邦防諜庁（FSK）の前身。

## 概要
1992年1月22日、連邦保安局（AFB）と共和国間保安庁（MSB）に基づき、保安省設立。
1993年12月21日、大統領令により保安省は廃止され、連邦防諜庁（FSK）が設立される。保安省職員は、そのままFSKに編入された。

## 歴代保安相
- ヴィクトル・バランニコフ Виктор Баранников （1992年1月～1993年7月）
- ニコライ・ゴルシコ Николай Голушко （1993年8月～1993年9月）　保安相代行
- ニコライ・ゴルシコ Николай Голушко （1993年9月～1993年12月）